# Дієго Катаньо
Дієго Катаньо (Diego Cataño, нар. 5 липня 1990) — мексиканський актор.
Виконав роль «Ла Кіка» у телесеріалі Netflix Нарко.

## Часткова фільмографія

### Фільми
- Качиний сезон, (2004)
- На озері Тахо, режисер Фернандо Еймбке (2008)
- Дикуни, режисер Олівер Стоун (2012)
- Я ненавиджу кохання (2012)
- Пустеля, режисер Йонас Куарон (2015)
- Таке життя в тропіках (2016)
- Небезпечний бізнес (Gringo), режисер Неш Еджертон (2018)
- Наркокур'єр (The Mule), режисер Клінт Іствуд (2019)

### Телебачення
- Нарко — телесеріал, 15 серій (2015—2016)
- Run Coyote Run — телесеріал, 13 серій (2018)
- ZeroZeroZero — телесеріал, (2020)